# Dominika Nestarcová
Dominika Nestarcová (Bratislava, 12 de dezembro de 1984) é uma ex-jogadora de vôlei de praia eslovaca, semifinalista no Campeonato Europeu de 2015 na Áustria.

## Carreira
Em 2006 inicia a competir com Lucia Michalovičová e disputaram o Campeonato Europeu Sub-23 em St. Pölten, e finalizaram no nono posto e em 2007 disputou nesta mesma cidade o Campeonato Europeu ao lado de Dana Ďuržová, retomando a parceria com Lucia Michalovičová em 2008 para as etapas do circuito europeu.
Em 2009, formou dupla Natália Dubovcová e sagrou-se campeã nacional, e estreou com tal parceria no circuito mundial nos Masters de Gran Canaria e Berlim, terminando no décima terceiro lugar no Challenger do Chipre, ainda competiu nos Abertos de Stare Jabłonki e Haia.
Em 2010, ao lado de Dubovcová foram bicampeãs eslovacas, finalizara em nono no Challenger de Varna, e também disputaram os Grand Slams de Moscou e Klagenfurt. No ano seguinte, obtiveram o quarto lugar na etapa Satélite de Baden e o sétimo posto no Masters de Niechorze pelo circuito mundial. Em 2012, foram quartas colocadas no Masters de Baden, quinto lugar no Grand Slam de Gstaad e no Masters de Varna, ainda qualificou-se pela primeira vez para o torneio principal do Campeonato da Europeu em Scheveningen e terminou em nono.
Estiveram juntas no Campeonato Mundial de 2013 em Stare Jabłonki e chegaram às oitavas de final, e terminaram em nono. No circuito mundial terminaram em quinto no Grand Slam de Long Beach e nono no Grand Slam de São Paulo, terminaram no décimo sétimo lugar no Campeonato Europeu de Klagenfurt.
No Campeonato Europeu de 2014 em Cagliari, juntas novamente, chegam nas oitavas de final e mais uma vez nono lugar. No Circuito Mundial depois de um nono lugar no Grand Slam de Berlim, foram medalistas pela primeira vez, obtendo os terceiros lugares nos Grand Slams de Stavanger e Long Beach.Em 2015 disputou o Campeonato Europeu em Klagenfurt ao lado de Natália Dubovcová e foram semifinalista, finalizando no quarto lugar e alcançaram os dez melhoeres resultados no circuito mundial de 2015, terminando em nono no Aberto de Praga e no Major Series de Stavanger e em quinto no Grand Slam em Moscou. No Campeonato Mundial de 2015, na Holanda, terminaram no décimo sétimo posto.
No circuito mundial de 2016, jogaram juntas e terminaram em nono lugar nos Abertos de Vitória e Antália,terminaram em terceiro no Grand Slam em Olsztyn, e no Campeonato Europeu de Bienna perdem nas oitavas de final, depois romperam a dupla e chegou a competir com outras parcerias coo Lubica Šipošová e Silvia Poszmikova, depois decidiu encerrar a carreira em 2017. No ano de 2019, torna-se mãe de gêmeos. Retornou em 2021 na Continental Cup em Baden ao lado de Andrea Štrbová finalizando em oito lugar.

## Títulos e resultados
- Grand Slam de Olsztyn do Circuito Mundial de Vôlei de Praia:2016
- Grand Slam de Long Beach do Circuito Mundial de Vôlei de Praia:2014
- Grand Slam de Stavanger do Circuito Mundial de Vôlei de Praia:2014